# Haley Nemra
Haley Nicole Nemra (ur. 4 października 1989 w Seattle, Stany Zjednoczone) – lekkoatletka z Wysp Marshalla, olimpijka.
Dwukrotnie reprezentowała Wyspy Marshalla na igrzyskach olimpijskich:
W 2008 w Pekinie odpadła w eliminacjach w biegu na 800 metrów z czasem 2:18.83.
W 2012 w Londynie odpadła w eliminacjach w biegu na 800 metrów z czasem 2:14.90.

## Rekordy życiowe
| Dystans     | Wynik   | Miejsce      | Data          |
| ----------- | ------- | ------------ | ------------- |
| bieg na 200 | 28,85   | Lake Stevens | 11 maja 2007  |
| bieg na 400 | 1:00,00 | Davis        | 13 marca 2010 |
| bieg na 800 | 2:13,83 | Pasco        | 23 maja 2008  |